# Сергиевское (Богородицкое сельское поселение)
Сергиевское — село в Милославском районе Рязанской области, входит в состав Богородицкого сельского поселения. 

## География
Расположено на берегу реки Сухая Полотебня в 10 км на восток от центра поселения села Богородицкое и в 13 км на северо-запад от райцентра Милославское.

## История
Сергиевское под именем новоселебного села Никольского упоминается в окладных книгах 1676 года, где в этом селе показана часовня в честь святого Николая, обложенная данью в 1683 году. О времени построения на месте часовни церкви Никольской - точных указаний не встречается. Сергиевская церковь, по имени которой и стало называться село, построена в 1783 году майором Петром Алексеевичем Вердеревским, в память о находившейся дотоле Никольской церкви был устроена придел в честь святого Николая. Находившаяся при церкви колокольня сгорела в 1839 году от молнии. В 1860 году началось строительство Сергиевской церкви с приделами в честь святого Николая и преподобной Марии Магдалины, окончено строительство было в 1871 году.
.
В XIX — начале XX века село входило в состав Измайловской волости Скопинского уезда Рязанской губернии. В 1906 году в селе было 114 дворов.
С 1929 года село являлось центром Сергиевского сельсовета Милославского района Рязанского округа Московской области, с 1937 года — в составе Рязанской области, с 1957 года — в составе Воскресенского сельсовета, с 2005 года — в составе Богородицкого сельского поселения.

## Население
| 1859 | 1897 | 1906 | 2010 |
| ---- | ---- | ---- | ---- |
| 497  | ↗822 | ↗988 | ↘11  |